# Festival d'Auckland

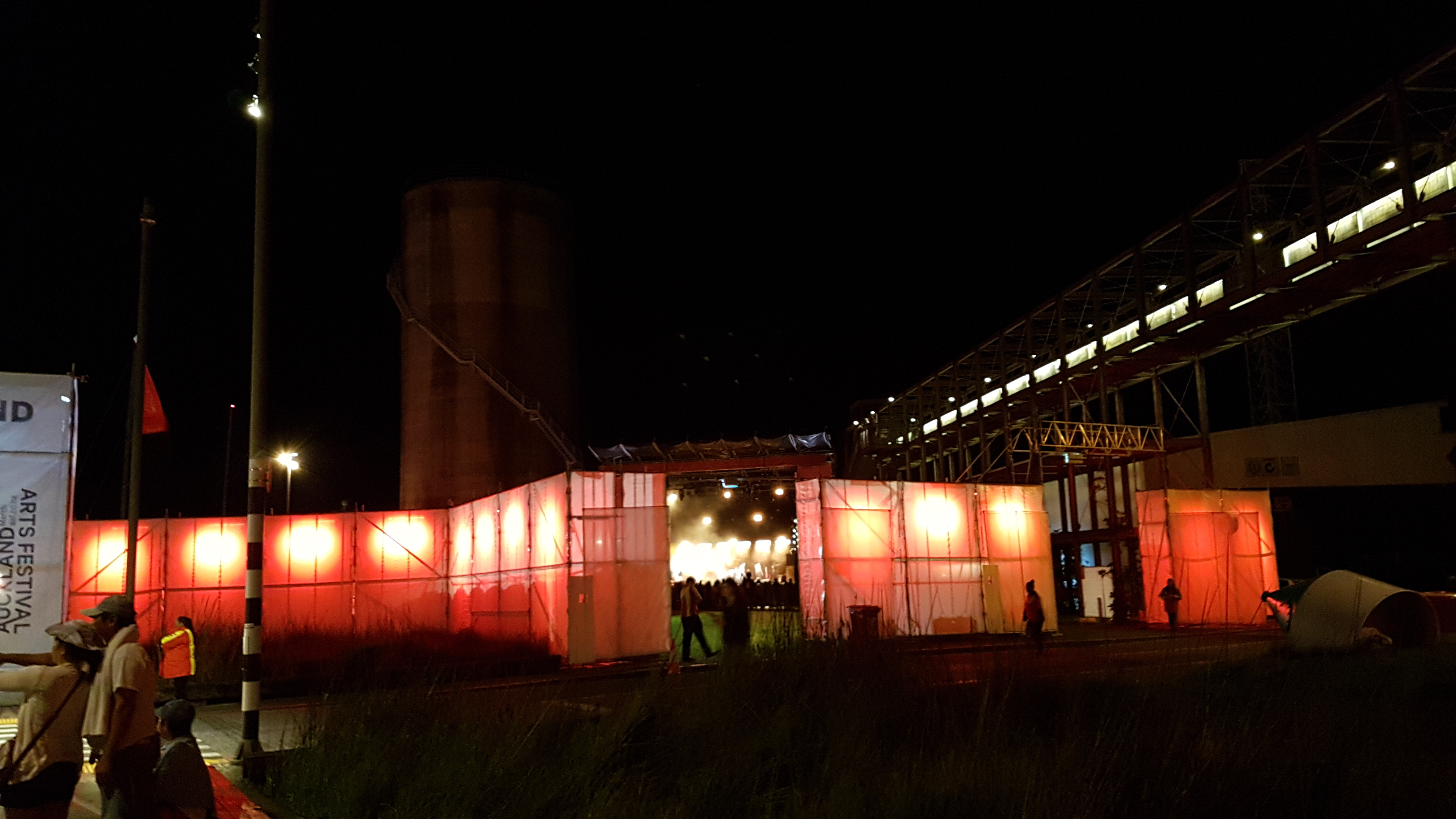
Auckland Arts Festival 2018: aire de jeux du Festival, Silo Park, front de mer d'Auckland.

Le Festival d'Auckland (Auckland Festival) est une biennale artistique et culturelle qui a lieu depuis 2003 à Auckland, la plus grande ville de Nouvelle-Zélande. Il présente des œuvres de Nouvelle-Zélande, d'Océanie, d'Asie et au-delà, notamment des créations mondiales et des représentations d'œuvres internationales.
Il est organisé par un fonds indépendant à but non lucratif, l'Auckland Festival Trust, et principalement financé par la ville.

## Histoire
Auckland est la première ville de la zone Asie-Pacifique à avoir possédé un important festival, qui a duré de 1948 à 1982. Presque 20 ans plus tard, en 2000, l'Auckland City Council (en) a souhaité le recréer pour affirmer sa place dans la région. L'événement inaugural du premier festival, AK03, a ouvert le 20 septembre 2003. La date a été déplacée en mars pour les festivals suivants : 2005 (AK05), 2007 (AK07), 2009 (Auckland Festival 2009), 2011 (Auckland Arts Festival 2011) et 2013 (Auckland Arts Festival 2013).
Le principal objet du festival est d'impliquer les habitants dans les arts, d'aider l'art et les artistes néo-zélandais et de mettre en valeur la spécificité d'Auckland. Il comprend plus de 100 événements répartis dans la plupart des théâtres, des galeries et des salles de concert de la ville, notamment des spectacles de danse et ballet, de musique, de théâtre (y compris burlesque), de cabaret, ainsi que de l'art visuel, du cinéma et des débats publics. En 2007, un espace musical dédié a été créé, le « Red Square », pour servir de point de rassemblement pour les artistes et le public, de jour comme de nuit. En 2011, le Red Square a été renommé « Festival Garden » et un nouveau type d'animation a été introduit, la « White Night », sur le modèle des Nuits blanches européennes.
Le Festival d'Auckland 2013 a été le plus réussi à ce jour, avec un public record et un chiffre d'affaires plus que double de celui des années précédentes. Il a proposé plus de 300 événements impliquant plus d'un millier d'artistes de 17 pays, dont trois compagnies de théâtre nationales. 63 représentations ont affiché complet. Les points forts ont été Breath of the Volcano du groupe F's, Urban (Circolumbia), Everything is Ka Pai, War Requiem (avec l'Orchestre philharmonique d'Auckland), One Man, Two Guvnors (Royal National Theatre de Londres), The Strange Undoing of Prudencia Hart (Théâtre national d'Écosse (en)) et Rhinoceros in Love (en) (Théâtre national de Chine). HUI, une nouvelle œuvre maorie de Mitch Tawhi Thomas a été créée, en même temps qu'une reprise de la comédie musicale The Factory de Kila Kokonut Krew. Le public a été accueilli pendant 19 jours au Festival Garden à Aotea Square, où Fly Me Up to Where You Are de Tiffany Singh a été créé avec 4 000 enfants d'Auckland, et où on a pu voir la vidéo de Srinivas Krishna When the Gods Came Down to Earth, écouter de la musique, participer à des journées pour les familles, etc. 83 galeries d'art, musées et lieux divers ont ouvert pendant la White Night, qui a rassemblé plus de 20 000 personnes.
Le festival 2015 a eu lieu du 4 au 22 mars.

## Directeurs
- 2002 : Mike Mizrahi & Marie Adams
- 2003-2004 : Simon Prast (en)
- 2005-2011 : David Malacari
- depuis 2011 : Carla van Zon